# Leszniów (gmina)
Leszniów – dawna gmina wiejska w powiecie brodzkim województwa tarnopolskiego II Rzeczypospolitej. Siedzibą gminy był Leszniów.
Gminę utworzono 1 sierpnia 1934 r. w ramach reformy na podstawie ustawy scaleniowej z dotychczasowych gmin wiejskich: Bołdury, Grzymałówka, Komorówka, Korsów, Leszniów i Piaski.
Po wojnie obszar gminy został odłączony od Polski i włączony do Ukraińskiej SRR.